# Sphaeroma propinqua
Sphaeroma propinqua är en kräftdjursart som beskrevs av Hercule Nicolet 1849. Sphaeroma propinqua ingår i släktet Sphaeroma och familjen klotkräftor. Inga underarter finns listade i Catalogue of Life.